# NK Iskra 1946 Bugojno
NK Iskra 1946 je bosanskohercegovački nogometni klub iz Bugojna.

## Povijest
Klub je osnovan 2024. godine, a za prvog predsjednika je izabran Ermin Zec, bivši bosanskohercegovački nogometaš i nogometni reprezentativac. Klub organizira memorijalni turnir u sjećanje na Mesuda Durakovića.
Od sezone 2024./25. počinje se natjecati u B županijskoj ligi ŽSB. 